# Osmitopsis pinnatifida
Osmitopsis pinnatifida là một loài thực vật có hoa trong họ Cúc. Loài này được (DC.) K.Bremer mô tả khoa học đầu tiên năm 1972.